# 호라이즌 항공
호라이즌 항공(영어: Horizon Air)은 미국의 지역 항공사로 본사는 미국 워싱턴주 시애틀에 위치해 있으며 1981년에 설립했다. 또한 사용하고 있는 허브 공항으로 시애틀 터코마 국제공항, 포틀랜드 국제공항이 있으며 계열사는 미국의 지주 항공사인 알래스카 항공 그룹이 있다.

## 운항 노선
- 2017년 1월 기준으로 호라이즌 항공은 다음과 같은 노선을 운항하고 있다.

## 보유 기종
- 2023년 1월 기준으로 호라이즌 항공은 다음과 같은 기종을 보유하고 있다.[1]

| 기종               | 대수 | 주문 | 옵션 | 승객 | 승객 | 승객 | 승객 | 비고                        |
| 기종               | 대수 | 주문 | 옵션 | F    | B    | E    | 합계 | 비고                        |
| ------------------ | ---- | ---- | ---- | ---- | ---- | ---- | ---- | --------------------------- |
| 엠브라에르 ERJ-175 | 33   | 17   | 0    | 12   | 12   | 52   | 76   | 2017년부터 순차적으로 도입. |

## 사진

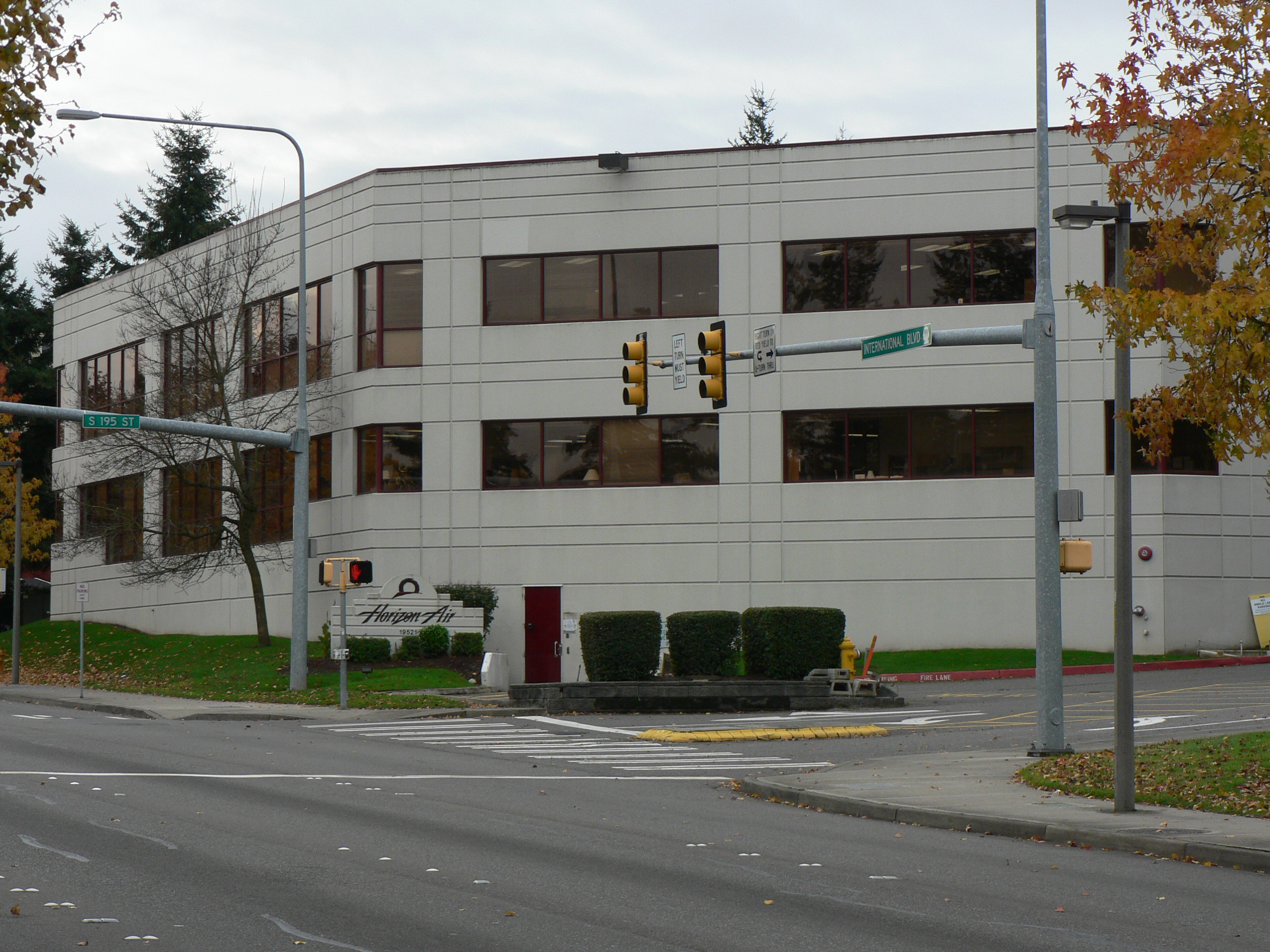
호라이즌 항공 구 본사